# Virtual Sailor
Virtual Sailor é um jogo shareware, criado por Ilan Papini, que permite aos usuários operarem uma grande variedade de embarcações de todo o mundo. Ambos os gráficos e dinâmica foram projetados para ser o mais realista possível, incluindo o modo multi-jogador. Os usuários podem criar add-ons, incluindo barcos, paisagens e animais marinhos para compartilhar com outros jogadores.

## Jogabilidade
Os jogadores podem controlar uma variedade de embarcações, interagir com outros navios, mudar as condições climáticas, vida marinha e movimento das ondas. É possível criar e editar tipos de navios e paisagens marítimas. Ao contrário de muitos simuladores, os usuários podem vaguejar os interiores de seus navios. As condições meteorológicas são ajustáveis, permitindo níveis diferentes de jogo. Os navios podem ser controlados por teclado, mouse e controles personalizados.
Uma grande variedade de navios e cenários foram criados por usuários e estão disponíveis em fóruns.

## História
Virtual Sailor foi lançado pela primeira vez em 1999, tendo 12 atualizações posteriores, com poucas novidades a cada ano. A versão 7.0.1 foi lançada no dia 22 de janeiro de 2007.
Desde então, o jogo não obteve mais atualizações, e seus desenvolvedores iniciaram um novo jogo chamado "Vehicle Simulator". Vehicle Simulator foi lançado no dia 21 de março de 2009, permitindo a simulação de automóveis, embarcações e aeronaves. Os navios passaram a ter gráficos mais realistas, mas ainda era compatível com muitos navios feitos para o Virtual Sailor.